# Grande-Rosselle
Pour l’article homonyme, voir Petite-Rosselle.
Grande-Rosselle (en allemand : Großrosseln) est une commune située près de Sarrebruck dans le land de Sarre, en Allemagne. Elle est voisine de Petite-Rosselle, en France, dont elle est séparée par la Rosselle qui marque la frontière.

## Géographie

### Quartiers
- Dorf im Warndt
- Emmersweiler
- Großrosseln
- Karlsbrunn
- Naßweiler
- St. Nikolaus

## Jumelages
La ville de Grande-Rosselle est jumelée avec :
- Petite-Rosselle (France) ;
- Rosbruck (France) avec Naßweiler ;
- Morsbach (France) avec Emmersweiler.

## Photographies

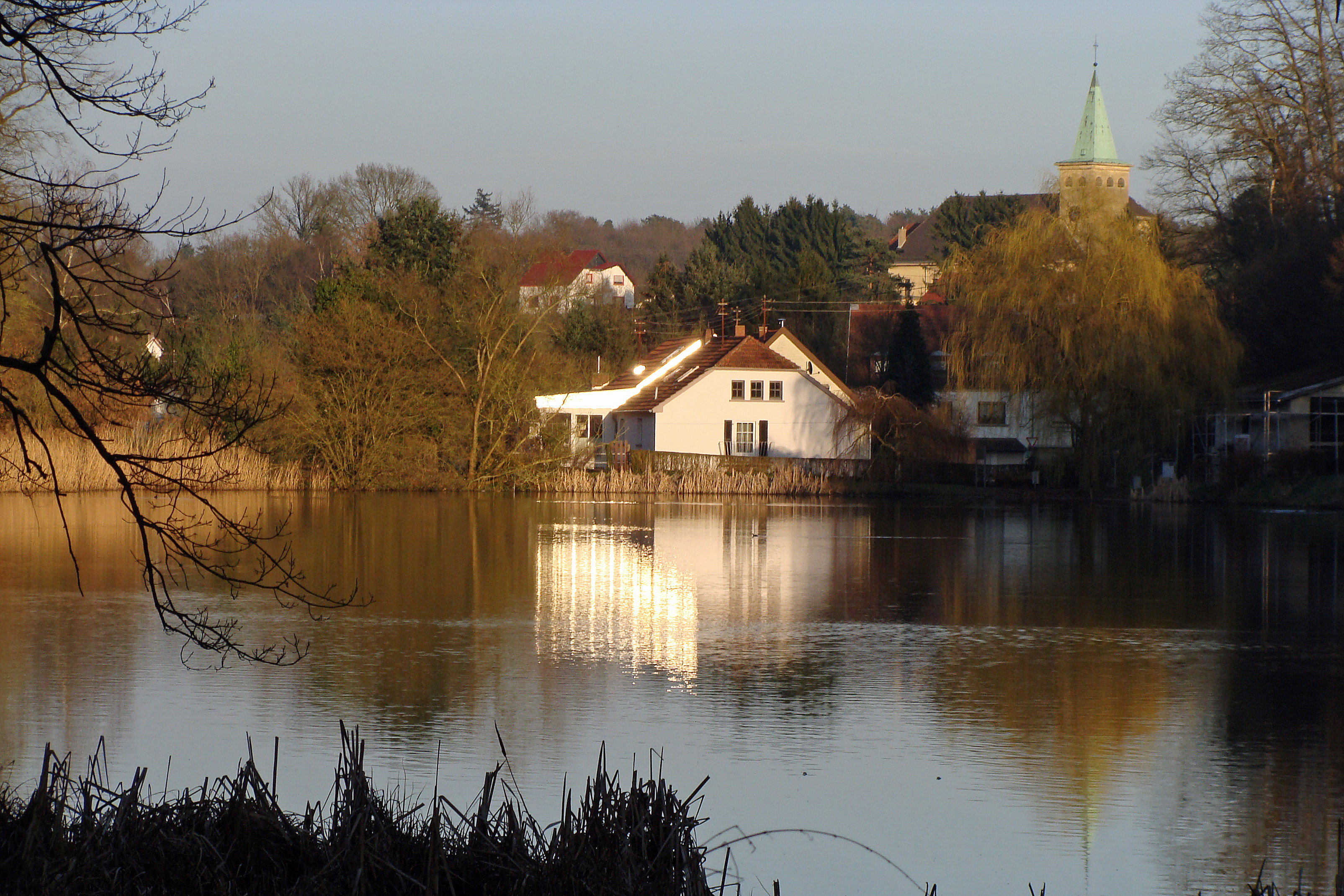
St. Nikolaus.

## Galerie

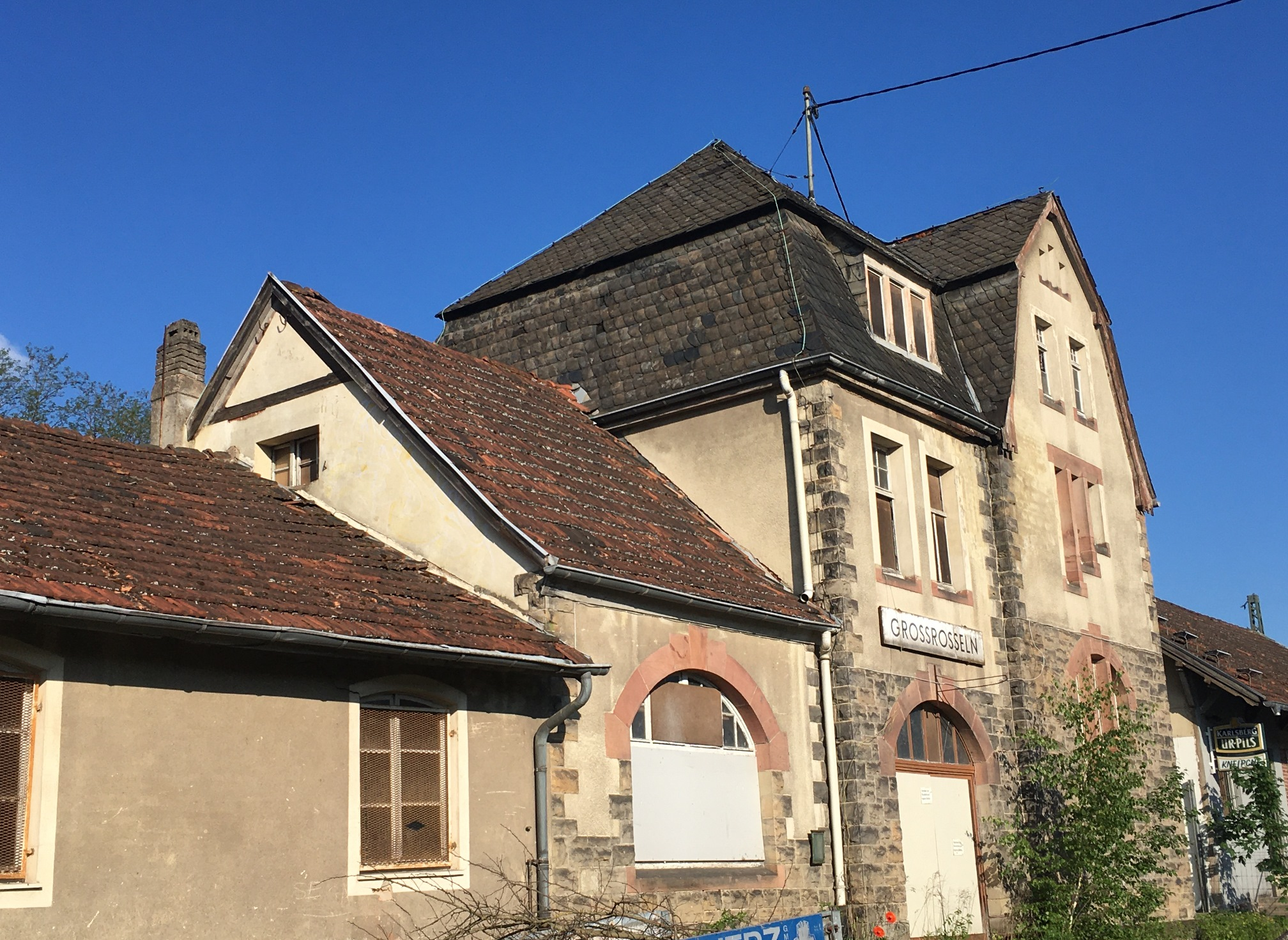
Ancienne gare Großrosseln.
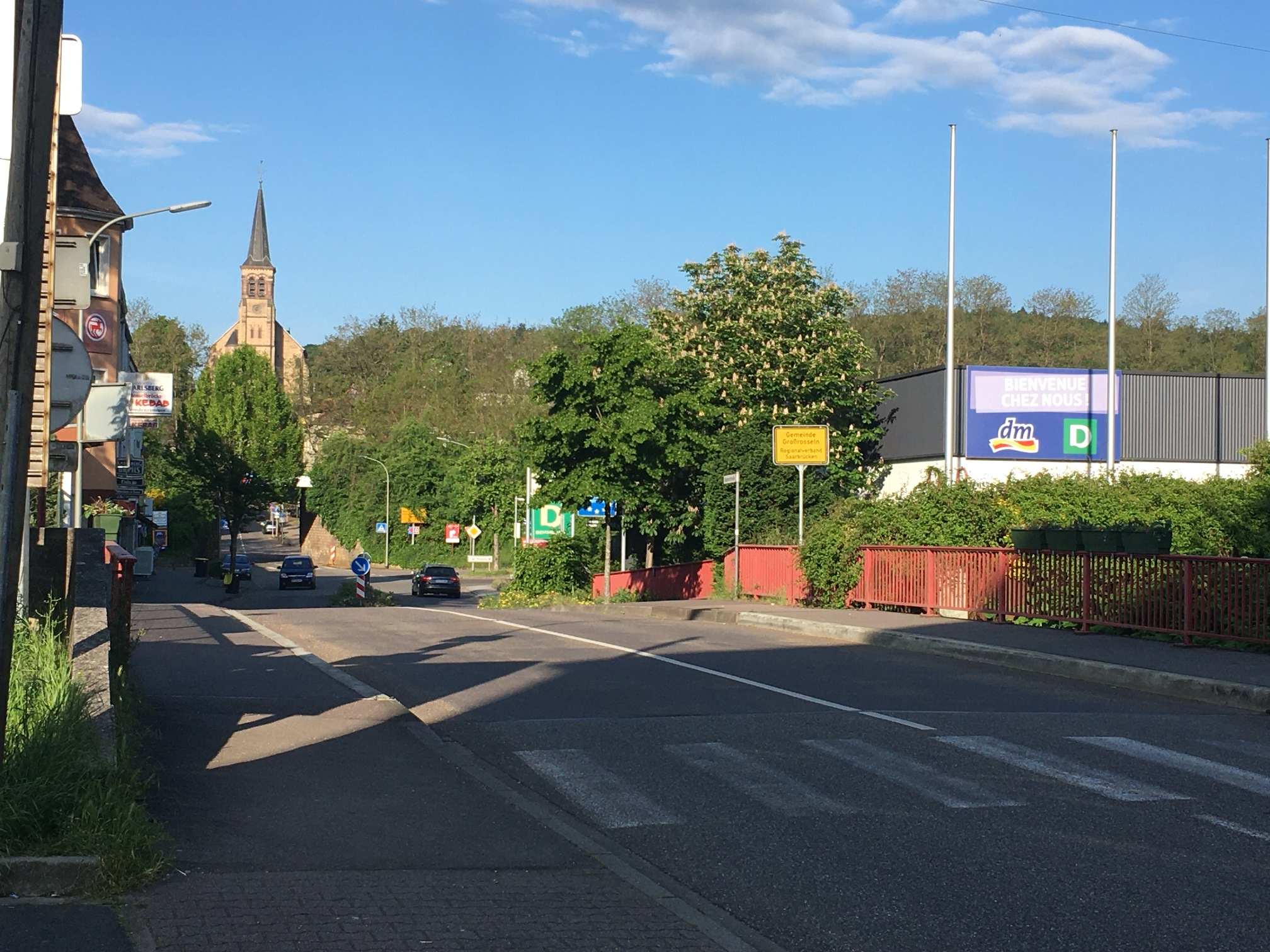
Passage de la frontière Petite-Rosselle - Großrosseln.
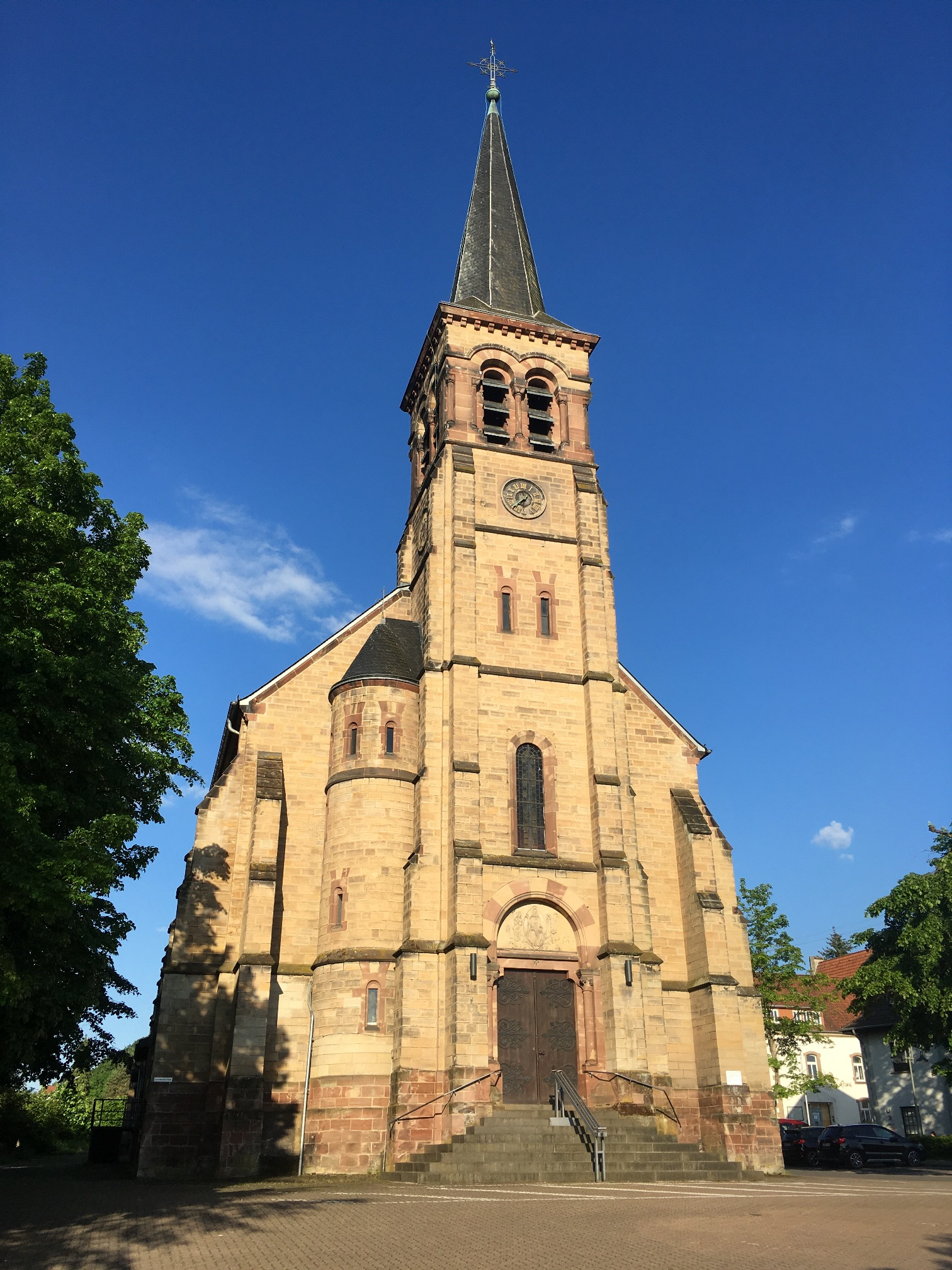
Eglise catholique St. Wendalinus Großrosseln.
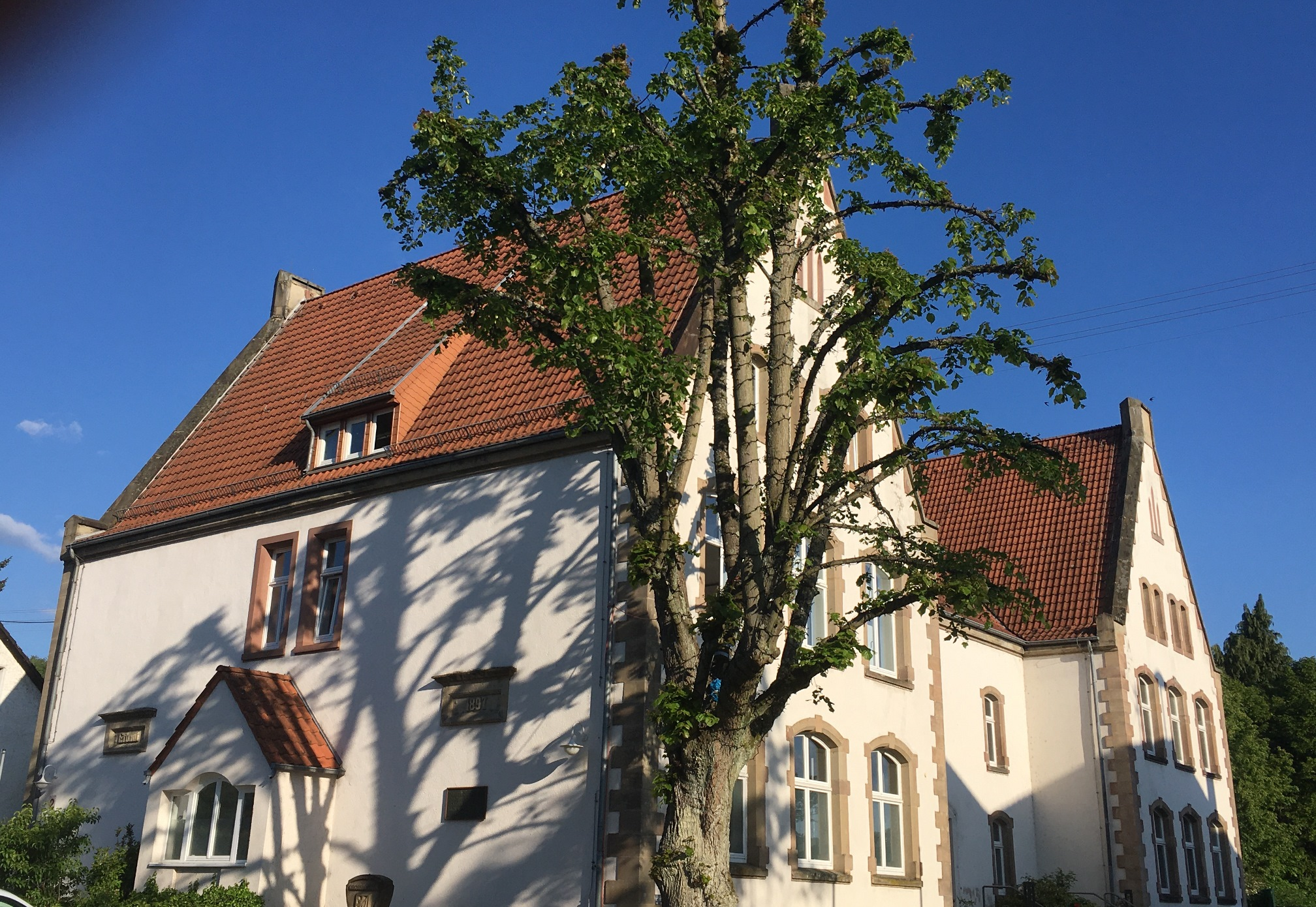
Mairie Großrosseln.
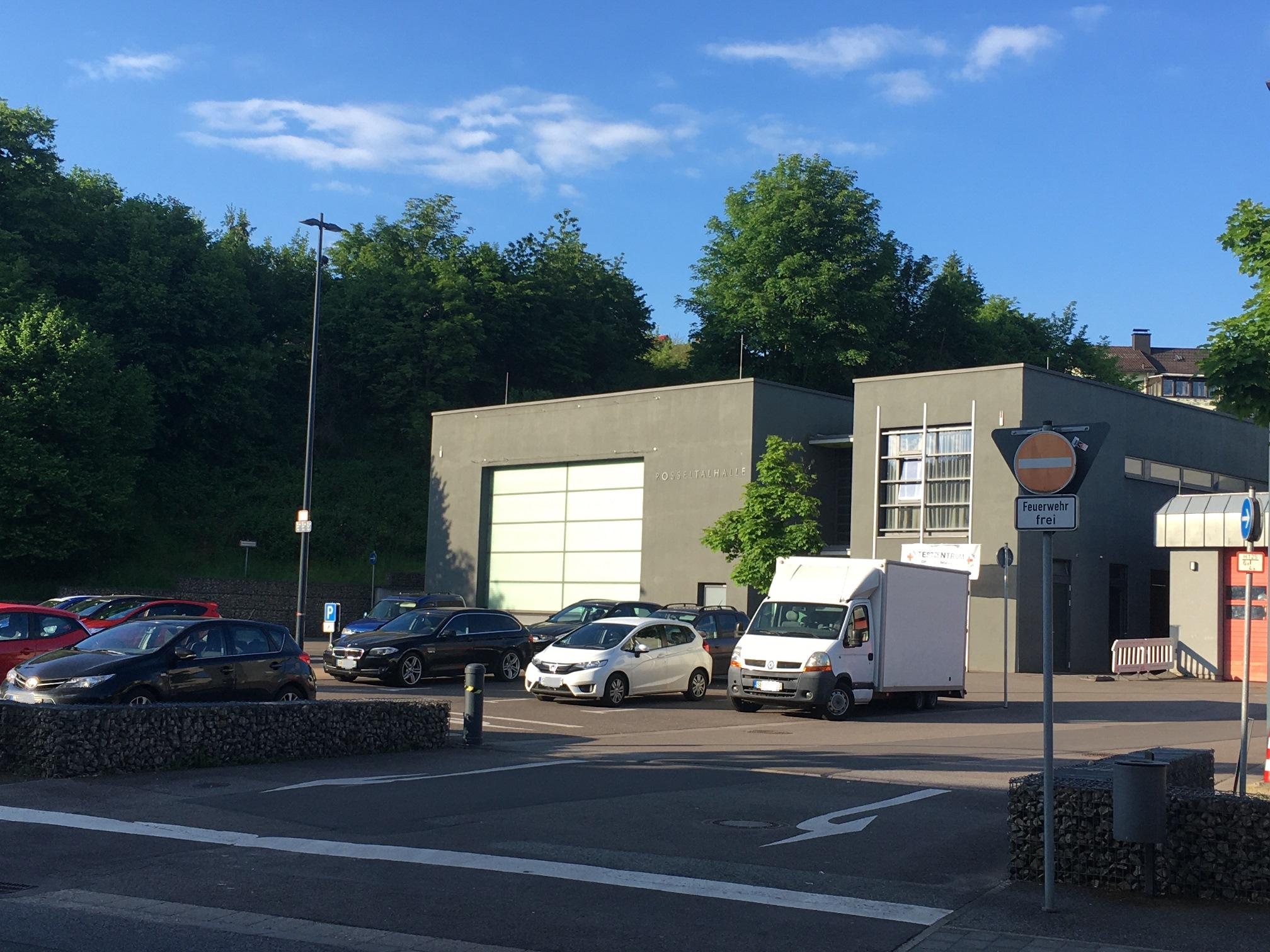
Rosseltalhalle Großrosseln.
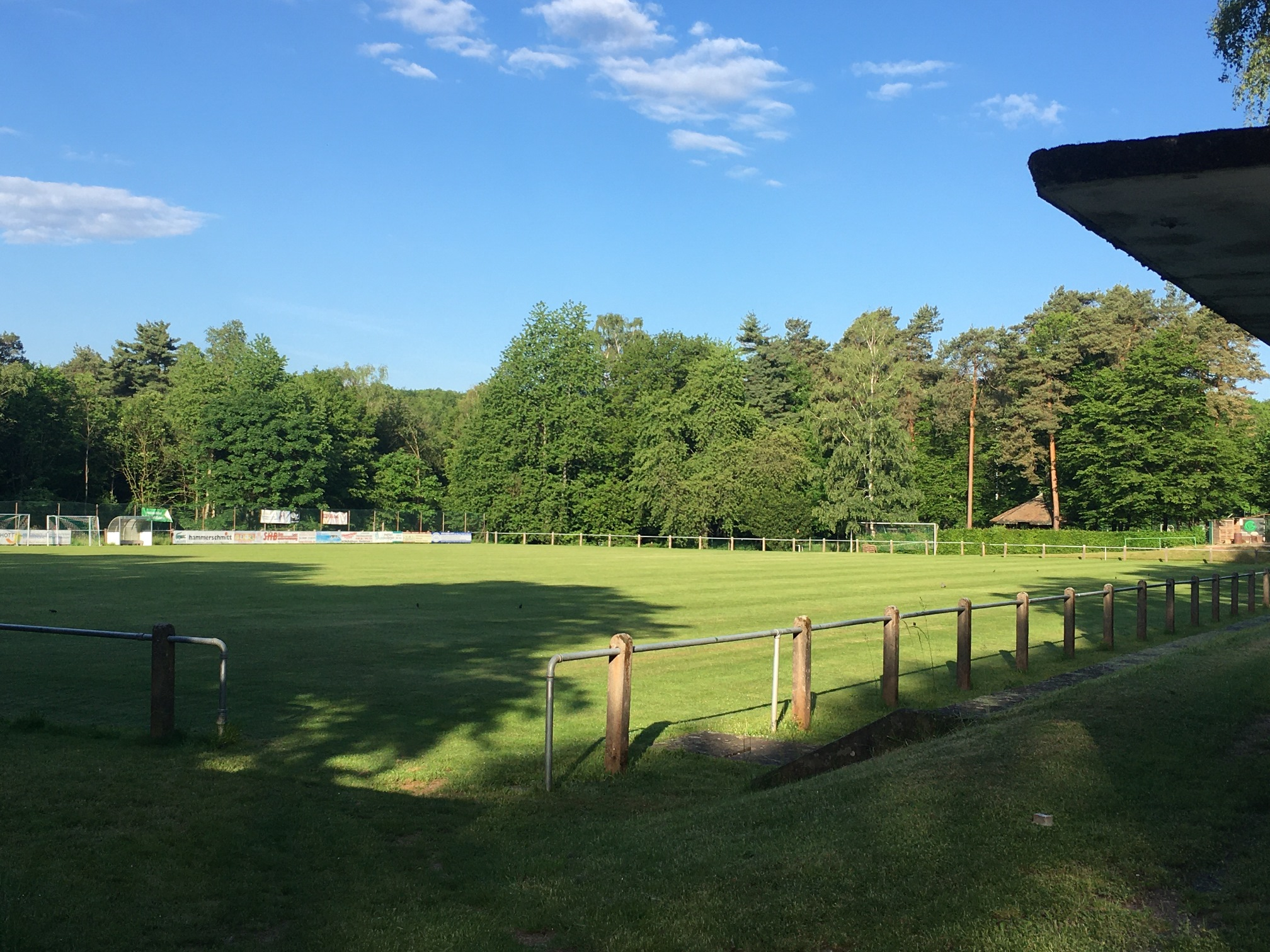
Terrain de sport Nachtweide Großrosseln.